# فوربس 15 الخيالية

كانت فوربس 15 الخيالية قائمة من مجلة فوربس بيزنيس التي أدرجت أغنى 15 شخصًا في عالم الخيال الذي تم إنتاجه بين عامي 2002 و 2013. الأعضاء هم شخصيات من الأفلام والكتب والرسوم المتحركة والتلفزيون وألعاب الفيديو والرسوم الهزلية.      
للتأهل للقائمة، يجب أن يكون الأعضاء «خياليين»: (بمعنى أننا استبعدنا الشخصيات الأسطورية والفولكلورية) والشخصيات (بمعنى أنهم جزء من قصة سردية أو سلسلة من القصص)، بالإضافة إلى كونهم أثرياء.  الاستثناء الوحيد للقاعدة كان سانتا كلوز، الشخصية التي قررت فوربس أن تكون إضافة «لا تقاوم»، على الرغم من أنه كان غائبًا عن القائمة منذ عام 2006. صرحت فوربس بقولها : «ما زلنا نقدر صافي ثروة كلاوس على أنها غير محدودة، لكننا استبعدناه من تصنيفات هذا العام بعد تعرضه للقصف برسائل من أطفال غاضبين يصرون على أن كلاوس حقيقي. نحن لا ندعي تسوية الجدل الدائر بشأن وجود كلاوس، ولكن بعد الأخذ في الاعتبار الأدلة المادية - الألعاب التي تم تسليمها والحليب والبسكويت التهم - شعرنا أنه من الآمن استبعاده من الاعتبار». بعد استبعاد كلوز، أصبح سكروج مكدوك أغنى عضو بسبب تصويره على أنه يمتلك قبو برج مليء بالذهب. كارول ميلر أو «أمي» من فوتثرما هي أغنى امرأة في القائمة، حيث تقدر قيمتها بنحو 15.7 مليار دولار.
يتم حساب ثروة الشخصيات الخيالية التي يتم أخذها في الاعتبار للقائمة من خلال الجمع بين نصوص المصدر الخيالية مع المعلومات الواقعية حول أسعار الأسهم والسلع.     الرغم من ثراء الشخصيات الخيالية في القائمة، فقد تم تجاوز ثروتهم تاريخيًا بثروة المليارديرات في العالم الحقيقي مثل بيل جيتس وكارلوس سليم.  

## روابط خارجية
- 2013 Forbes Fictional 15
- 2012 Forbes Fictional 15
- 2011 Forbes Fictional 15
- 2010 Forbes Fictional 15
- 2008 Forbes Fictional 15
- 2007 Forbes Fictional 15
- 2006 Forbes Fictional 15
- 2005 Forbes Fictional 15
- 2002 Forbes Fictional 15